# Geregionaliseerde staat
Een geregionaliseerde staat of geregionaliseerde eenheidsstaat is een eenheidsstaat die aan enkele of alle deelgebieden verregaande bevoegdheden toekent.

## Kenmerken
Een geregionaliseerde staat kent net als een federale staat een bevoegdheidsverdeling die meestal in de grondwet of een speciale wet is vastgelegd. De nationale staat en de deelgebieden krijgen zo ieder eigen, exclusieve bevoegdheden toegewezen. Net als deelstaten van federaties beschikken de deelgebieden van geregionaliseerde staten meestal over eigen middelen en kennen ze een volwaardige wetgevende macht.
Een geregionaliseerde staat onderscheidt zich van een federale staat door het ontbreken van een gedeelde soevereiniteit tussen de deelgebieden enerzijds en de nationale overheid anderzijds. De nationale overheid van een geregionaliseerde staat kan de grondwet wijzigen zonder instemming van de deelgebieden en kan zo de bevoegdheden van de deelgebieden inperken of zelfs afschaffen.

## Voorbeelden van geregionaliseerde staten

### Italië
Sinds de grondwetswijziging van 2001 is de Italiaanse staat alleen nog bevoegd voor de aangelegenheden die in artikel 117 van de grondwet worden opgesomd. De regio's zijn op grond van hetzelfde grondwetsartikel exclusief bevoegd voor de overige aangelegenheden.

### Spanje
De Spaanse autonome gemeenschappen kunnen zich via hun autonomiestatuten exclusief bevoegd verklaren voor alle aangelegenheden die niet op grond van artikel 149 van de Spaanse grondwet aan de Spaanse staat zijn voorbehouden.

### Verenigd Koninkrijk
Schotland en Noord-Ierland zijn op grond van de 'Scotland Act 1998' respectievelijk 'Northern Ireland Act 1998' bevoegd voor alle aangelegenheden die niet tot de 'reserved matters' of 'excepted matters' worden gerekend. Deze voorbehouden of uitgezonderde aangelegenheden, waarvoor het Parlement van het Verenigd Koninkrijk verantwoordelijk blijft, worden opgesomd in bijlagen bij deze wetten.
Voor Wales geldt het tegenovergestelde: de 'Government of Wales Act 1998' bepaalt specifiek waar Wales verantwoordelijk voor is. Het Verenigd Koninkrijk blijft verantwoordelijk voor de overige aangelegenheden.

### Nederlandse Antillen
De Nederlandse Antillen waren tot hun opheffing in 2010 ingericht als geregionaliseerde staat. De Eilandenregeling Nederlandse Antillen (ERNA) bepaalde dat de eilandgebieden bevoegd waren voor alle aangelegenheden die niet op grond van de artikelen 2 en 2a aan het Land waren toegewezen.